# Arthur Rhoné
Arthur-Ali Rhoné est un égyptologue amateur et érudit français est né à Paris le 14 mars 1836 et mort à Paris le 7 juin 1910.

## Biographie
Il appartenait à une famille bourgeoise dont un ancêtre, Pierre Mathieu, avait découvert la mine d'Anzin lui donnant une grande aisance financière. C'est sa mère qui lui a donné son double prénom. Son père, Léon Adolphe Rhôné (1809-1847), maître des requêtes au Conseil d'État, était mort en 1847. 
Sa sœur épousera Paul Chardin.
Il était proche des idées saint-simoniennes et avait été l'ami d'enfance de Charles Joseph Lambert bey (1804-1864), polytechnicien et ingénieur des mines, compagnon de Prosper Enfantin à Ménilmontant et en Égypte, organisateur (1834-1835) et directeur de l'École polytechnique du Caire (1838-1851).

### Premier voyage en Égypte

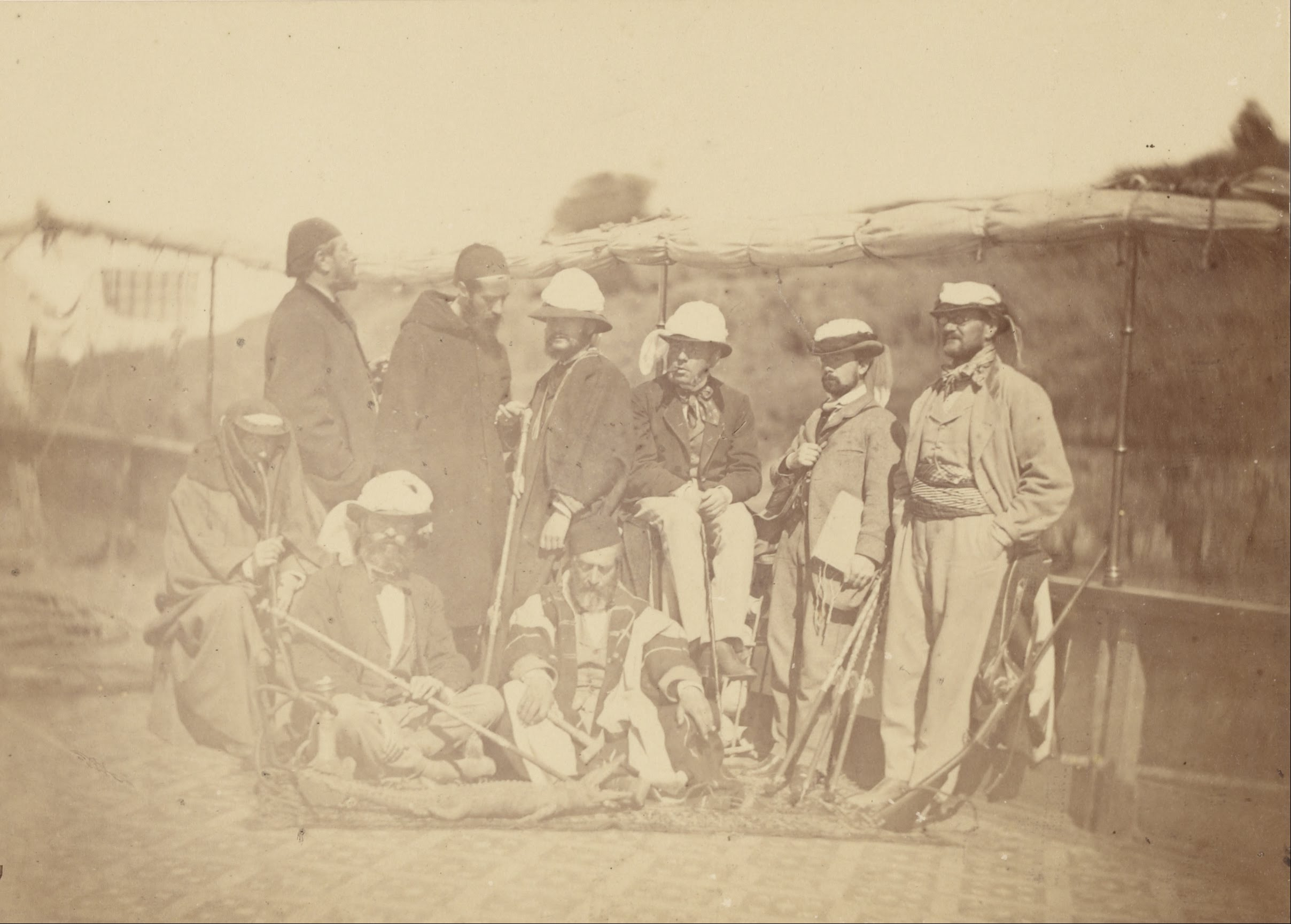
Portrait de groupe sur un bateau (incluant Henri Pereire, M. Surell et Arthur Rhoné).

C'est grâce à Édouard Charton, saint-simonien et fondateur du Magasin Pittoresque, qu'Arthur Rhoné va s'intéresser à l'Égypte. Il lui fait rencontrer Théodule Devéria, conservateur au département des antiquités égyptiennes du Musée du Louvre. Il va alors être attiré par l'Égypte. Il part visiter les lieux célèbres de ce pays avec des camarades. Auguste Mariette lui fait visiter Memphis. Il visite le chantier du canal de Suez avec Ferdinand de Lesseps. Il poursuit son voyage par Damas, où il est reçu par l'émir Abd el-Kader, et Constantinople.
À partir d'un premier voyage en Égypte, il se pose en défenseur du patrimoine architectural et culturel du Caire. Il mène d'abord cette activité en dilettante. À son retour il entreprend la rédaction de la relation de son voyage. Il utilise des calotypes pris par Devéria pour illustrer les antiquités égyptiennes. Il ajoute des cartes pour présenter Le Caire. Il ajoute des notices pour présenter les monuments.

### Musée des Antiquités nationales
S'étant marié avec Gabrielle Bertrand, fille de Joseph Bertrand, mathématicien et académicien, et nièce d'Alexandre Bertrand, créateur du Musée des Antiquités nationales de Saint-Germain-en-Laye, il entre, en 1867, dans ce musée dont il réalise le premier guide avec le préhistorien Gabriel de Mortillet. Il est secrétaire du Comité du Congrès international d’anthropologie et d’archéologie préhistoriques qui se déroule pendant l'Exposition universelle de 1867.

### Second voyage en Égypte
En 1869, à la mort d'Adrien Dauzats, il rachète des dessins qu'il avait réalisé au Caire, en 1830. l reprend la rédaction de sa relation de voyage en 1873. En 1876, il présente le texte du premier volume à Gaston Maspero pour avoir son avis. Ce premier volume est publié en 1877. Le second volume qui devait traiter de son voyage en Haute-Égypte n'a jamais été édité.
Pour l'Exposition universelle de 1878, il aide Mariette à faire construire une maison égyptienne antique. Au début de 1879, il retourne en Égypte. Il constate les dégâts que la crue du Nil d'octobre 1878 a fait au premier musée des antiquités égyptiennes à Boulaq. Le musée est fermé et les papiers de Mariette ont été détruits. Mais surtout il constate les destructions faites dans le vieux Caire à la suite de la politique de modernisation menée par le khédive Ismaïl Pacha. Il se rapproche des défenseurs du vieux Caire, l'architecte Ambroise Baudry, le journaliste Gabriel Charmes, frère de Xavier Charmes et le numismate Edward Rogers. De ce séjour, il tire la matière de son livre Coup d’œil sur l’état du Caire ancien et moderne, publié en 1882 par A. Quantin à Paris, et illustré par Paul Chardin où il décrit les conséquences du vandalisme sur les monuments anciens du Caire.
Le décret du khédive du 18 décembre 1881 crée le Comité de conservation des monuments de l’art arabe. Une mission archéologique permanente au Caire a été créée le 28 décembre 1880, placée sous la direction de Gaston Maspero. Xavier Charmes charge Rhoné d’une « mission en Orient, et particulièrement en Egypte, à l’effet d’étudier les monuments arabes et égyptiens » et en lui demandant d'apporter « un concours que vos travaux antérieurs et connaissances spéciales rendront à coup sûr efficace ». Il va se plonger dans la découverte du Caire arabe et des palais fatimides et d'étudier les Khitat de Maqrîzî. Sa mission est prolongée d'une année en septembre 1881 pour assurer la formation du futur Institut d’archéologie orientale. En 1882, il décide de ne pas accepter de reconduire sa mission en Égypte et n'y est plus revenu.
Finalement, il fait publier, en 1910, « L'Égypte à petites journées : le Caire d'autrefois » où il écrit des pages érudites et sensibles sur les rues et monuments du Caire.

### Défense des monuments parisiens
Il va alors se consacrer aux monuments parisiens. Il est membre de la Société de l'histoire de Paris et de l'Île-de-France entre 1875 et 1896, puis adhère en 1885 à la Société des amis des monuments parisiens jusqu'en 1900 et correspondant de la Société des antiquaires de France à partir de 1889. Il va alors attaquer le vandalisme parisien et les destructions dans Paris à la suite du baron Haussmann. Il livre ses « réflexions sur l’enlaidissement progressif des villes qu’on embellit » au Congrès international pour la protection des œuvres d’art et des monuments qui s'était réuni à l'occasion de l'Exposition universelle de 1889.

## Publications
- Arthur Rhoné, L'Égypte à petites journées : études et souvenirs. Le Kaire et ses environs, Paris, Ernest Leroux, 1877 (Prix Montyon en 1878[3])
- Arthur Rhoné, « Auguste Mariette : esquisse de sa vie et de ses travaux avec une bibliographie de ses œuvres », Gazette des Beaux-Arts, septembre 1881
- Arthur Rhoné, Coup d’œil sur l’état du Caire ancien et moderne, Paris, A. Quantin, 1882
- Arthur Rhoné, L'Égypte à petites journées : le Caire d'autrefois, Paris, Société générale d'éditions H. Jouve, 1910
- Arthur Rhoné, À propos du Métropolitain. Chronique du vandalisme, p. 82-86, dans Bulletin de la Société des Amis des monuments parisiens, tome I, 1886
- Arthur Rhoné, Réflexions sur l’enlaidissement progressif des villes qu’on embellit, p. 92-110, dans Bulletin de la Société des Amis des monuments parisiens, tome III, 1889